# Victoria Vergara
Victoria Vergara (* 1948 in Santiago de Chile) ist eine chilenische Opernsängerin (Mezzosopran). 

## Leben
Vergara studierte an der Academy of Vocal Arts in Philadelphia und an der Juilliard School in New York. Sie ist die Mutter der chilenischen Sängerin Andrea Tessa. International bekannt wurde sie durch die Titelrolle in Bizets Carmen, die sie u. a. unter der Leitung von Plácido Domingo an der Metropolitan Opera spielte. Weitere wichtige Rollen waren die Amneris in Aida mit Luciano Pavarotti in Wien, die Dulcinea in Massenets Don Quichotte mit Samuel Ramey an der New York City Opera, die Beatriz in Leonardo Baladas Cristobál Colón und die Maddalena in Verdis Rigoletto mit Pavarotti.
1983 spielte sie die Maddalena in der Rigoletto-Verfilmung von Jean-Pierre Ponnelle mit den Wiener Philharmonikern unter Riccardo Chailly, dem schwedischen Bariton Ingvar Wixell als Rigoletto, der Sopranistin Edita Gruberová als Gilda, Luciano Pavarotti als Herzog von Mantua, Fedora Barbieri als Giovanna und Ferruccio Furlanetto als Sparafucile.